# Сентервілл (Вашингтон)
Сентервілл (англ. Centerville) — переписна місцевість (CDP) в США, в окрузі Клікітат штату Вашингтон. Населення — 94 особи (2020).

## Географія
Сентервілл розташований за координатами 45°45′14″ пн. ш. 120°54′29″ зх. д. / 45.75389° пн. ш. 120.90806° зх. д. (45.753994, -120.908080).  За даними Бюро перепису населення США в 2010 році переписна місцевість мала площу 8,59 км², уся площа — суходіл.

## Демографія
Згідно з переписом 2010 року, у переписній місцевості мешкало 112 осіб у 42 домогосподарствах у складі 31 родини. Густота населення становила 13 особи/км².  Було 44 помешкання (5/км²).
Расовий склад населення:
| - 90,2 % — білих - 5,4 % — корінних американців |

До двох чи більше рас належало 3,6 %. Частка іспаномовних становила 1,8 % від усіх жителів.
За віковим діапазоном населення розподілялося таким чином: 15,2 % — особи молодші 18 років, 67,8 % — особи у віці 18—64 років, 17,0 % — особи у віці 65 років та старші. Медіана віку мешканця становила 46,7 року. На 100 осіб жіночої статі у переписній місцевості припадало 107,4 чоловіків;  на 100 жінок у віці від 18 років та старших — 102,1 чоловіків також старших 18 років.
Середній дохід на одне домашнє господарство  становив 62 074 долари США (медіана — 58 750), а середній дохід на одну сім'ю — 71 259 доларів (медіана — 72 969). За межею бідності перебувало 22,8 % осіб, у тому числі 70,3 % дітей у віці до 18 років та 9,1 % осіб у віці 65 років та старших.
Цивільне працевлаштоване населення становило 65 осіб. Основні галузі зайнятості: сільське господарство, лісництво, риболовля — 27,7 %, публічна адміністрація — 13,8 %, науковці, спеціалісти, менеджери — 12,3 %.